# بخش لفلش
بخش لفلش (به فرانسوی: Arrondissement de La Flèche) یک بخش در فرانسه است که در سارت واقع شده‌است.